# Callistochiton generos
Callistochiton generos är en blötdjursart som först beskrevs av Tom Iredale och Hull 1925.  Callistochiton generos ingår i släktet Callistochiton och familjen Ischnochitonidae.
Artens utbredningsområde är Queensland. Inga underarter finns listade i Catalogue of Life.